# Полуденная песчанка
Полуденная песчанка (лат. Meriones  meridianus) — вид грызунов рода малых песчанок.

## Внешний вид
Одна из самых мелких песчанок: длина тела 9—13 см, хвоста — до 13,5 см (обычно равен длине тела). Окраска спины песочно-жёлтая, с примесью буровато-коричневых, реже сероватых тонов. Кольца вокруг глаз и щёки светлые. Светлые пятна за ушами могут отсутствовать. Брюхо белое. Хвост одного цвета со спиной, покрыт довольно длинными волосами, отчего кисточка (метёлка) на его конце выделяется слабее, чем у других песчанок. В кариотипе 50 хромосом.

## Распространение
Населяет песчаные пустыни и «острова» песков от Маныча до Центрального Китая. Область более или менее сплошного распространения в России охватывает пески Терско-Кумского междуречья, на севере доходя до Астраханской и востока Волгоградской области. От Волги северная границы ареала идёт в Оренбургскую область, откуда по долине р. Урал уходит в Казахстан (район Актюбинска). В Казахстане граница проходит по р. Тургай к оз. Тенгиз, по южной окраине Казахского мелкосопочника (включая северное Прибалхашье) до Зайсанской и Алакольской котловин, предгорий Тарбагатая, песков по р. Чёрный Иртыш. Южнее полуденная песчанка распространена вплоть до Ирана, Северного Афганистана, Западной и Южной Монголии, Китая (Синьцзян, Внутренняя Монголия, Цинхай). Отсутствует только в центральных районах Каракума и Кызылкумов. Водится также в южном Закавказье и в Туве. Ареал на периферии совпадает с отдельными, изолированными участками песков.

## Образ жизни
Типичный обитатель песков, особенно заросших полукустарниками (включая отдельные песчаные массивы в зоне степи). В Прикаспии обычна вокруг поросших кустарником песчаных бугров, избегает свободных барханных песков и мест с уплотнённым грунтом и однородными зарослями полыни. На юге Тувы селится в песчаных дюнах, в Центральной Туве — по окраинам полей. В зоне пустынь встречается на территории небольших жилых и заброшенных населённых пунктов; на востоке ареала — на возделываемых супесчаных землях. В горах поднимается до 1600 м над уровнем моря (Тува, Монголия).
Полуденная песчанка активна: весной и летом в вечернее и ночное время; осенью в период заготовок кормов и зимой — круглосуточно, хотя и тогда активность выше ночью. От нор далеко не отходит и старается кормиться под прикрытием кустарника. Норы обычно располагаются под корнями кустарников, на возвышениях. Различают кормовые, весенне-летние (временные) и зимовочные (постоянные) норы. Последние имеют самое сложное строение: их глубина 80—200 см, протяжённость до 4 м, имеется несколько кладовых и 1—2 жилых камеры. В такой норе зимует от 5 до 15 песчанок. Более простые норы служат дневными или вре́менными убежищами; их на семейном участке может быть 1—4. Полуденные песчанки колониальны, особенно в период размножения и зимой.

### Питание
Питается в основном семенами; примесь животных кормов (насекомые) невелика. На западе ареала основное кормовое значение имеют кияк, верблюдка, кумарчик, песчаная полынь и солянка-поташник. В сентябре-октябре песчанки делают запасы на зиму, обычно массой 300—500 г (не более 2 кг). Запасы поедаются зимующими в одной норе зверьками при особо неблагоприятных погодных условиях.

### Размножение
Период размножения длится: на юге ареала юге с февраля-марта до начала октября, в благоприятные годы — круглогодично; на севере — с апреля по сентябрь, с пиками весной и осенью. Перезимовавшие самки обычно приносят по 3 выводка в год; молодые — 1—2. Беременность длится 22—24 дня. В выводке в среднем 6 (до 11) детёнышей. В возрасте 20—30 дней они становятся самостоятельны, с 2 месяцев участвуют в размножении.
К врагам (Закавказье) относятся полозы и др. змеи, хищные птицы (малый подорлик, беркут, филин, неясыть), лисица и каменная куница.

## Природоохранный статус
Численность популяции подвержена значительным (в 10 и более раз) колебаниям, в зависимости, главным образом, от погодных условий зимы и урожая кормовых растений. Полуденная песчанка вредит кустарникам-пескоукрепителям, но посевы повреждает редко. Природный носитель возбудителя чумы (в Волго-Уральском очаге) и таких «песчаночьих» зоонозов, как кожный лейшманиоз, клещевой спирохетоз, туляремия, лихорадка Ку.